# 278
278 (CCLXXVIII) var ett normalår som började en tisdag i den julianska kalendern.

## Födda
- Abaye, babylonisk amora (religiös lärare)
- Maxentius, romersk kejsare (död 312)